# La Lune
 (mai 2021).
Si vous disposez d'ouvrages ou d'articles de référence ou si vous connaissez des sites web de qualité traitant du thème abordé ici, merci de compléter l'article en donnant les références utiles à sa vérifiabilité et en les liant à la section « Notes et références ».
Pour les articles homonymes, voir Lune (homonymie).

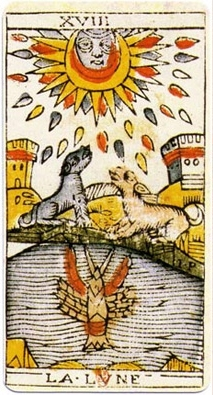
Carte numéro 18, la Lune, du jeu de Jean Dodal (début XVIIIe siècle)

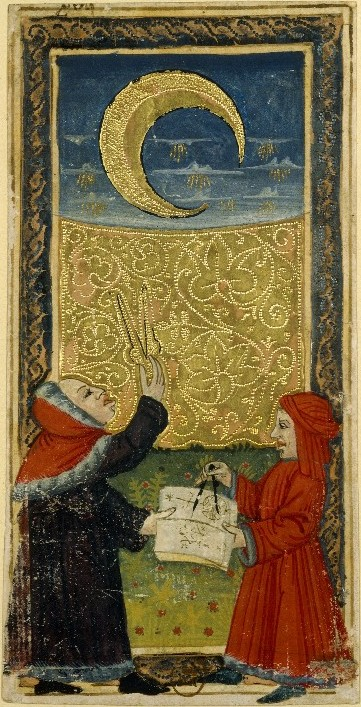
La Lune, tarot dit de Charles VI (XVe siècle)

La Lune est la dix-huitième carte du tarot de Marseille.
La Lune, bien plus qu'un satellite aux yeux des humains, a toujours été source de mystère et de fascination dans l'ésotérisme. Elle est traditionnellement rattachée à l'archétype maternel/féminin, sauf par exemple dans la mythologie amazonienne où la lune est un être masculin. Ses qualités physiques qui font que sans produire de lumière, elle reflète celle du soleil, contribuent à forger un symbolisme dual : d'un côté le Soleil, source de lumière, actif, le Père ; de l'autre la Lune, reflet de lumière, réceptive, la Mère. Dans le tarot divinatoire, et plus précisément dans le tarot de Marseille c'est cette qualité réceptive et ce symbolisme archétypal qui sont la base des interprétations.

## Phénomènes réels et description poétique de la Lune
(avril 2010).
Si vous disposez d'ouvrages ou d'articles de référence ou si vous connaissez des sites web de qualité traitant du thème abordé ici, merci de compléter l'article en donnant les références utiles à sa vérifiabilité et en les liant à la section « Notes et références ».

### Différentes phases de la Lune
La Lune, unique satellite naturel de la Terre est vue depuis la Terre sous différentes formes appelées les différentes phases de la Lune. Celles-ci sont : la nouvelle Lune, le premier croissant, le premier quartier, la lune gibbeuse croissante, la pleine lune, la lune gibbeuse décroissante, le dernier quartier et le dernier croissant. Puis cela recommence depuis le début : nouvelle lune, etc.

### Éclipses lunaires
Les éclipses lunaires se produisent lors d'un alignement parfait Soleil-Terre-Lune. La Lune est alors située dans le cône d'ombre de la Terre. C'est un phénomène courant, qui dure quelques heures et qui concerne une grande partie de la Terre. La Lune devrait donc ne plus être vue mais pourtant, au grand étonnement de tous, elle est vue ! Elle est éclairée par l'atmosphère terrestre qui diffuse de la lumière sur notre satellite naturel: elle apparaît donc de couleur rousse.

### Éclipses solaires
Les éclipses solaires se produisent lors d'un alignement parfait Soleil-Lune-Terre. La Lune empêche alors à des rayons du Soleil de parvenir jusqu'à la Terre. C'est un phénomène rare, qui dure quelques minutes et qui ne concerne qu'une petite partie de la Terre. En 1999, la région du Nord-Pas-De-Calais s'est retrouvé dans la nuit... en plein jour ! Il est fortement conseillé de porter des lunettes spéciales à cet effet : il est nécessaire d'en porter car lors d'une éclipse de Soleil, on va rester devant ce phénomène pendant plusieurs minutes. Même si la Lune cache le soleil, ses rayons sont toujours aussi forts. Comme la Lune est inclinée de cinq degrés, l'éclipse de Soleil ne se passe jamais au même endroit.

### Légendes et symbolisation de la Lune
Dans l'arcane XVIII, nous sommes plongés dans la nuit. Mais la nuit est illuminée par la Lune, élément central placé en haut de la carte. Ce décor évoque le monde des rêves, de l'imaginaire et de l'inconscient. La Lune possède un visage, mais représenté de profil. C'est une lune croissante, qui n'a pas atteint sa plénitude, pas fini sa formation. Une partie d'elle reste cachée dans la nuit, ce qui symbolise le mystère de l'âme, le processus secret et invisible de la gestation, et tout ce qui est secret ou caché. Ce visage nous renseigne également sur le fait que la Lune ne représente pas une jeune femme, il s'agit d'une sagesse ancestrale, qui se répand dans la carte grâce aux rayons de lumière émanant d'elle. Sa capacité de créer la vie, la lumière, n'est qu'à moitié révélée, occulte, mais néanmoins très développée. Cela est symbolisé par la couleur rouge, symbole de la vie, du vital, de son foisonnement et de son activité.
En dessous du profil rayonnant de la lune, deux animaux se font face, apparentés à des chiens. Ils sont encadrés de deux tours au second plan dans le paysage. Ces animaux, chiens ou loups - ou peut-être les deux - semblent hurler à la lune, ou ouvrir la gueule pour se nourrir des gouttes colorées qui émanent d'elle. Ils peuvent être un symbole de fratrie, d'un duo d'enfants réclamant sa pitance à la Mère. Ils peuvent être amis aussi bien qu'ennemis. L'animal bleu représente la partie la plus spirituelle de l'être, la tour derrière lui étant ouverte en haut, réceptive. L'animal couleur chair représente plutôt la matière, encadré par une tour fermée, sa langue est rouge et active. Le corps concret et dense a pour but de se mouvoir et d'agir, et non de recevoir, sinon à travers l'esprit son confrère.
Autre élément très important, c'est le bassin représenté en bas de la carte. Eau de couleur bleue, elle renforce le symbolisme à l'inconscient, au caché (dans l'interprétation des rêves, l'Eau est le symbole même de l'inconscient, sa substance). L'eau nous parle également de spiritualité, d'intuition, et toujours, de réceptivité. Cette eau est délimitée comme une piscine, mais agitée d'ondes. Ce pourrait être un port. Rappelant les marées, conséquences directes de l'influence lunaire, l'eau de l'arcane XVIII évoque les rythmes biologiques, les cycles féminins, le passage de la vie à la mort, et de la mort à la vie. Bordée en bas de terre et d'herbe, et en haut de lignes droites, l'eau symbolise l'inconscient prenant ses racines dans la nature primaire pour s'arrêter, délimité par le rationnel, et son dualisme (les chiens). Ces eaux, comme l'inconscient de l'être humain, représente la matrice de toutes les forces, qu'elles surgissent ou non à la conscience. 
Au centre de l'eau il y a un crabe, une écrevisse, une sorte de crustacé. Un crustacé a la particularité d'avoir une carapace pour protéger sa chair, fragile, qui ne supporte pas le contact. Par analogie le crustacé est la partie intime de notre être, l'émotion cachée au milieu de notre corps/carapace. C'est une partie fragile (chair à vif sans sa carapace) mais d'où les émotions et intuitions peuvent naître. Ce crustacé tourné vers la lune, attirée par elle (comme la marée) réagit au monde extérieur. Lorsqu'il est en mouvement à l'intérieur de nous, le crustacé (l'émotion) peut nous faire chavirer, nous "transporter", les mouvements intérieurs sont les plus profonds. C'est pour cette raison également qu'on assimile cette carte au problème psychologique, interne. Lorsque l'émotionnel est touché, on peut avoir mal à l'âme ! 
On peut également y voir un symbole du Moi aspirant à s'élever jusqu'au contact avec la Lune. Le contact semble déjà établi puisqu'ils possèdent la même couleur. Le Moi désire l'union avec la Lune sans savoir, comme il est limité par la conscience, et entouré d'un inconscient insondable, que comme tous les éléments de la carte, il est en communion avec elle. Ce Moi en eaux troubles incite à entrer en contact avec l'intuition, et tout processus intérieur mystérieux. Le Moi participe au travail spirituel. Selon le regard que l'on porte, c'est positivement une communication intuitive et profonde, ou bien une solitude et une séparation. L'incroyable capacité de la Lune à recueillir l'énergie et la lumière pour nourrir l'être, si elle n'est pas maîtrisée consciemment, peut donner l'impression d'être coupé des énergies du monde, et inciter à la solitude ou à la voracité. Les pinces du crabe peuvent alors être menaçantes, les chiens peuvent sembler se battre. La capacité réceptive de la Lune peut donc devenir une faim insatiable, et une absorption maladive d'énergie. Les vagues des eaux inconscientes sont alors chaos mental et folie.

## Interprétations courantes
Vu positivement :
- Nuit, repos
- Rêve, imagination, poésie
- Intuition, réceptivité, divination
- Mystère, secret, vérité cachée
- Attraction, magnétisme
- Mère, gestation
- Féminité, sensualité
- Amour fusionnel
- Traversée de la mer, de l'océan

Vu négativement :
- Manque d'énergie, pâle reflet
- Chaos, impuissant face aux rythmes extérieurs
- Incertitude, difficulté à trouver la vérité
- Cauchemar, terreur nocturne
- Vampire d'énergie, demandes sans limites, profiteur
- Enfant en manque d'amour maternel
- Dépression, stagnation